# زیردریایی یو-۵۹۶
زیردریایی یو-۵۹۶ (به انگلیسی: German submarine U-596) یک زیردریایی است که طول آن ۶۷٫۱ متر (۲۲۰ فوت ۲ اینچ) می‌باشد. این زیردریایی در سال ۱۹۴۱ ساخته شد.